# 老獄/OLD PRISON
『老獄/OLD PRISON』は、2012年公開の日本映画。辻岡正人監督作品としては初めてとなる社会派エンターテインメント作品である。オーディトリウム渋谷にて1週間限定でレイトショー公開された。

## キャスト
- アジャ・コング
- 藤岡英樹
- 忍成修吾
- 横川康次
- 佐藤蛾次郎
- 増田俊樹
- 粟生二稲
- 山口友和
- 宮本晃行
- 川上藍子